# Wakiso
Wakiso  este un oraș  în  Uganda. Este reședinta  districtului Wakiso.